# Dark Energy Spectroscopic Instrument
Dark Energy Spectroscopic Instrument (DESI) és un instrument d'investigació científica per a dur a terme estudis astronòmics espectrogràfics de galàxies llunyanes. Els seus components principals són un pla focal que conté 5.000 robots de posicionament de filaments i un banc d'espectrògrafs que es nodreixen dels filaments. L'instrument permet realitzar un experiment per a sondejar la història de l'expansió de l'Univers i la hipòtesi física de l'energia fosca. DESI es troba a una altitud de 6,880 peus (2,100 m), on s'ha instal·lat el telescopi Mayall al cim del Kitt Peak, al desert de Sonora, que es troba 55 milles (89 km) de Tucson (Arizona).
L'instrument és operat pel Laboratori Nacional Lawrence de Berkeley amb el finançament principal del Departament d'Energia dels Estats Units.

## Objectiu científic
La història de l'expansió de l'Univers i l'Univers observable és una hipòtesi clau dels models cosmològics, i les observacions de DESI han de permetre investigar diversos aspectes de la cosmologia, des de l'energia fosca fins a alternatives a la relativitat general i les masses de neutrins fins a l'univers primerenc. Les dades de DESI s'utilitzaran per a crear mapes tridimensionals de la distribució de la matèria que cobreixen un volum sense precedents de l'Univers amb un grau de detall desconegut. Això proporcionarà una visió de la naturalesa de l'energia fosca i establirà si l'acceleració còsmica es deu a una modificació a escala còsmica de la relativitat general. DESI hauria de transformador la comprensió de l'energia fosca i la taxa d'expansió de l'univers en els primers temps, un dels majors misteris en la comprensió de les lleis físiques.
DESI mesurarà la història d'expansió de l'univers utilitzant les oscil·lacions acústiques barions (BAO) impreses en l'agrupament de galàxies, quàsars i el medi intergalàctic. La tècnica BAO és una manera robusta d'extreure informació de distància cosmològica de l'agrupament de matèria i galàxies. Es basa en una estructura a gran escala i ho fa d'una manera que permet separar el pic acústic de la signatura BAO de les incerteses en la majoria dels errors sistemàtics de les dades. BAO es va identificar a l'informe del grup de treball d'energia fosca de 2006 com un dels mètodes clau per estudiar l'energia fosca. El maig de 2014, el High-Energy Physics Advisory Panel, un comitè assessor federal, encarregat pel Departament d'Energia dels EUA (DOE) i la National Science Foundation (NSF) va avalar DESI.